# Conseil international pour l'éducation théologique évangélique
Le Conseil international pour l'éducation théologique évangélique (anglais : International Council for Evangelical Theological Education) ou ICETE est une organisation internationale qui regroupe des instituts de théologie évangélique. Elle est membre de l’Alliance évangélique mondiale.

## Histoire
L'organisation a son origine dans un projet de réseaux d’instituts de théologie évangélique régionaux dans les années 1970. En 1980, elle a été officiellement fondée par la Commission théologique de l’Alliance évangélique mondiale . En 2023, elle compterait 850 écoles membres dans 113 pays.

## Gouvernance
La gouvernance de l’organisation est assurée par un directeur et des directeurs régionaux dans les 8 régions continentales membres .

## Affiliations
L’organisation est membre de l’Alliance évangélique mondiale .